# Thomas Walker Arnold
Sir Thomas Walker Arnold (Devonport, 19 d'abril de 1864 - Londres, 9 de juny de 1930) va ser un eminent orientalista britànic i historiador de l'art islàmic que va ensenyar al Muhammadan Anglo-Oriental College, Universitat d'Aligarh (aleshores Aligarh College), i al Government College University (Lahore). Va ser amic de Sir Syed Ahmed Khan i va escriure el seu famós llibre "The preaching of Islam" davant la insistència de Sir Syed. També va ensenyar al poeta i filòsof Muhammad Iqbal i Syed Sulaiman Nadvi, i va ser un amic molt proper de Shibli Nomani, que també va ser professor a Aligarh.

## Biografia
Arnold va néixer el 19 d'abril de 1864 i va estudiar a la City of London School. A partir de 1888 va treballar com a professor a la Muhammadan Anglo-Oriental College, Aligarh. El 1898 va acceptar un càrrec de professor de filosofia al Government College de Lahore i després es va convertir en degà de la facultat oriental de la Universitat de Punjab. De 1904 a 1909 va formar part del personal de l'Oficina de l'Índia com a Assistent Bibliotecari. El 1909 va ser nomenat assessor educatiu d'estudiants indis a la Gran Bretanya. De 1917 a 1920 va actuar com a assessor del secretari d'Estat a l'Índia. Va ser professor d'estudis àrabs i islàmics a l'Escola d'Estudis Orientals de la Universitat de Londres de 1921 a 1930. Arnold es va convertir en el primer editor anglès de la primera edició de The Encyclopaedia of Islam.
Va ser investit com a Acompanyant de l'Ordre de l'Imperi Indi el 1912, i el 1921 va ser investit com a cavaller. Es va casar amb Celia Mary Hickson el 1892. Va morir el 9 de juny de 1930.

## Obres
- Sir Thomas Walker Arnold. The preaching of Islam: a history of the propagation of the Muslim faith.  WESTMINSTER: A. Constable and co., 1896, p. 388 [Consulta: 29 maig 2011].(Original from the University of California)[3]
- The Caliphate, Oxford 1924, reissued with an additional chapter by Sylvia G. Haim: Routledge and Kegan Paul, London 1965[4]
- The Old and New Testaments in Muslim Religious Art (Schweich Lectures for 1928)[2]
- Painting in Islam, A Study of the Place of Pictorial Art in Muslim Culture (1928, reprint ed. 1965).[2]